# باسم فغالي
باسم فغالي (21 سبتمبر 1977  -)، مونولوجست لبناني.

## عن حياته
ولد في بيروت بوادي شحرور وله قرابة من الفنانة صباح، شارك في البرنامج التلفزيوني لاكتشاف المواهب ستوديو الفن. قام بتقليد عدد من المغنيات مثل السيدة فيروز وأصالة نصري ونوال الزغبي وصباح وإليسا وهيفاء وهبي. شارك في برنامج تلفزيون الواقع ستار أكاديمي 7 وستار أكاديمي 8 ليس كمشترك بل عبر تقليده لعدد من الفنانات والأساتذة.
لديه مسلسل تقليدي باسم «قصاقيص أنتيكا»، يحكي عن امرأة تسمى أنتيكا تريد أن تصل إلى لقب باربرا الكاتبة المشهورة والبرنامج من إعداد رولا سعد رئيسة ستار أكاديمي.

## وصلات خارجية
- الموقع الرسمي